# Lüpüs Thünder
Lüpüs Thünder, właśc. Matthew Wayne Stigliano (ur. 8 sierpnia 1972 w Filadelfii) – były gitarzysta zespołu Bloodhound Gang. Dołączył do zespołu w 1994 roku. Najpierw pełnił w nim funkcje DJ-a oraz wokalisty wspierającego, dopiero od 1996 roku, w nowym składzie został gitarzystą. Prowadził oficjalną stronę zespołu od 1995 do 2009.
Dołączył do grupy jako drugi. Pierwszy koncert, w którym uczestniczył odbył się 28 października 1994 roku. Po raz pierwszy zagrał na gitarze w utworze "K.I.D.S. Incorporated".
Pod koniec roku 1995 i na początku 1996 miało miejsce nagrywanie materiału na album One Fierce Beer Coaster.
W marcu 1996 wraz z Jimmym Popem wynajęli część fabryki należącej do brata tego ostatniego, gdzie na pożyczonym przez Thündera sprzęcie nagrali materiał na album mając do dyspozycji jedynie dwa krzesła, na których spali przez kilkanaście dni. Thünder był przez niemal miesiąc bezdomny i nie stać go było nawet na gitarę. Album okazał się wielkim sukcesem (uzyskał status złotej płyty) i zespół pojechał w trasę koncertową.
W czasie nagrywania Hooray for Boobies Thünder wraz z zespołem przeniósł się do Los Angeles, gdzie mieszkał do 2002. Skomponował cover utworu "Along Comes Mary", nagrany na potrzeby filmu Half Baked (1998).
Gra na gitarach firmy PRS Guitars.
Opuścił zespół w październiku 2008.